# Uitenhage
Uitenhage (également appelée Kariega) est une ville de la province du Cap-Oriental, en Afrique du Sud, qui fait partie de la métropole Nelson Mandela organisée autour de la ville de Port Elizabeth. Elle est située à 30 km au nord-ouest de Port Elizabeth.

## Étymologie
La ville fut fondée le 25 avril 1804 et baptisée du nom du commissaire-général de la colonie du Cap Jacob Abraham Uitenhage de Mist. 
Depuis février 2021, le nom de Kariega a été officialisé par le gouvernement sud-africain pour désigner la ville de Uitenhage.

## Démographie
Comme toutes les villes d'Afrique du Sud, la répartition géographique des groupes de population à Uitenhage a été marqué au 20e siècle par l'apartheid. 
Selon le recensement de 2011, la commune de Uitenhage compte 103 639 habitants, majoritairement coloureds  (54,71 %). Les populations noires et les populations blanches représentent respectivement 23,81 % et 18,44 % des habitants. 
Les quartiers centraux de Uitenhage Lower Central et Uitenhage Upper Central sont les plus mixtes de la commune avec une population coloured relativement majoritaire (un peu moins de 40 % des habitants de ces 2 quartiers). Les différents secteurs du township de Langa (14 074 résidents) sont quant à eux très majoritairement et presque exclusivement habités par les populations noires ou coloureds.
Les coloureds sont aussi majoritaires dans de nombreux autres quartiers tels Rosedale (95,31 % des 21 077 habitants), Thomas Gamble (95,51 % des 4 518 habitants), Mountain View (93,96 % des 2 119 habitants), Gerald Smith (96,36 % des 3 980 habitants), Allanridge West (73,70 % des 1 118 habitants), Kamehs (88,25 % des 3 780 habitants) ou encore à Blikkiesdorp (67,24 % des 3 071 habitants). Les noirs sont pour leur part principalement majoritaires à Mandela village (60,99 % des 1 256 habitants), Mandelaville (69,66 % des 3 009 habitants) et McNaughton (77,44 % des 7 328 habitants). 
Quant aux blancs, ils sont notamment majoritaires dans les quartiers de Cannon hill (52,72 % des 2 333 habitants), De Mist (60,25 % des 1 180 habitants), Fairbridge Heights (68,99 % des 3 422 habitants, Van Riebeeck hoogte (78,02 % des 2 743 habitants), Scheepershoogte  (77,39 % des 1 619 habitants), Valleisig (81,56 % des 1 285 habitants) ou encore Winterhoek (63,28 % des 610 habitants).
L'afrikaans est la langue maternelle majoritairement utilisée par la population locale (68,85 %) devant la langue xhosa (17,90 %).

## Histoire
Fondée en le 25 avril 1804 par le magistrat Jacob Glen Cuyler, la ville est baptisée du nom du commissaire-général de la colonie du Cap Jacob Abraham Uitenhage de Mist. Uitenhage fit d’abord partie du district de Graaff-Reinet avant de devenir une municipalité en 1877.
Jusqu'en 1890, la gare de Uitenhage était opérée par James Wide, un aiguilleur paraplégique, et son babouin Jack, faisant de la halte une attraction locale.
En 2000, Uitenhage fut incluse avec Port Elizabeth dans la conurbation municipale baptisée métropole Nelson Mandela  (Nelson Mandela Metropole).
En avril 2015, le war memorial de Market Square, qui rend hommage aux volontaires de Uitenhage engagés dans la seconde guerre des Boers, est l'un des premiers monuments vandalisés par les membres des Economic Freedom Fighters à la suite de l'appel de Julius Malema à détruire tous les monuments et statues liés à l'histoire des Blancs d'Afrique du Sud (monuments coloniaux, de l'Union sud-africaine ou de l'époque de l'apartheid). Cette action provoque alors la consternation de nombreux résidents qui y voient une atteinte à la réconciliation entre les communautés et une tentative pour détruire l'histoire du pays.

## Économie
Depuis 1951, l'usine Volkswagen de Uitenhage fabrique des moteurs, des automobiles, des autobus ainsi que des camions. L'usine a produit 2,5 millions d'automobiles de 1951 à 2007. Elle emploie 5 600 salariés et produit environ 100 000 véhicules par an, ce qui en fait la plus grande usine automobile du continent africain.

## Personnalités liées à la commune
- Maria Elizabeth Holland (1836-1878), botaniste et illustratrice, petite fille de Jacob Glen Cuyler (en) ;
- James Wide, aiguilleur paraplégique qui a eu un assistant qui était un babouin chacma, nommé Jack (mort en 1890);
- Drikus Hancke joueur de rugby (né en 1978) ;
- Dewald Senekal joueur de rugby (né en 1981) ;
- Sam Gerber joueur de rugby (né en 1981) ;
- Jacobus Roux joueur de rugby (né en 1981).

## Galerie

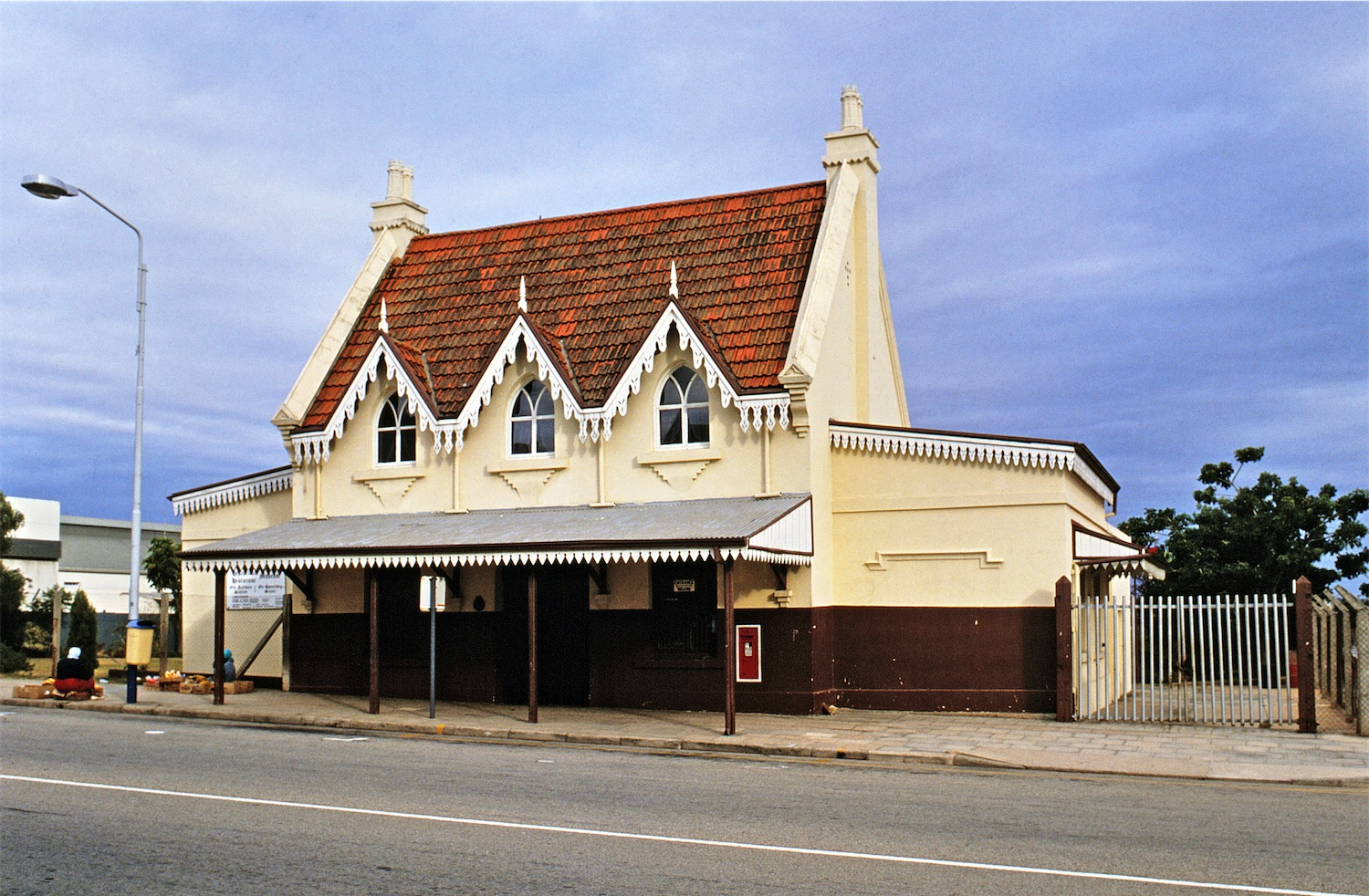
Gare des chemins de fer
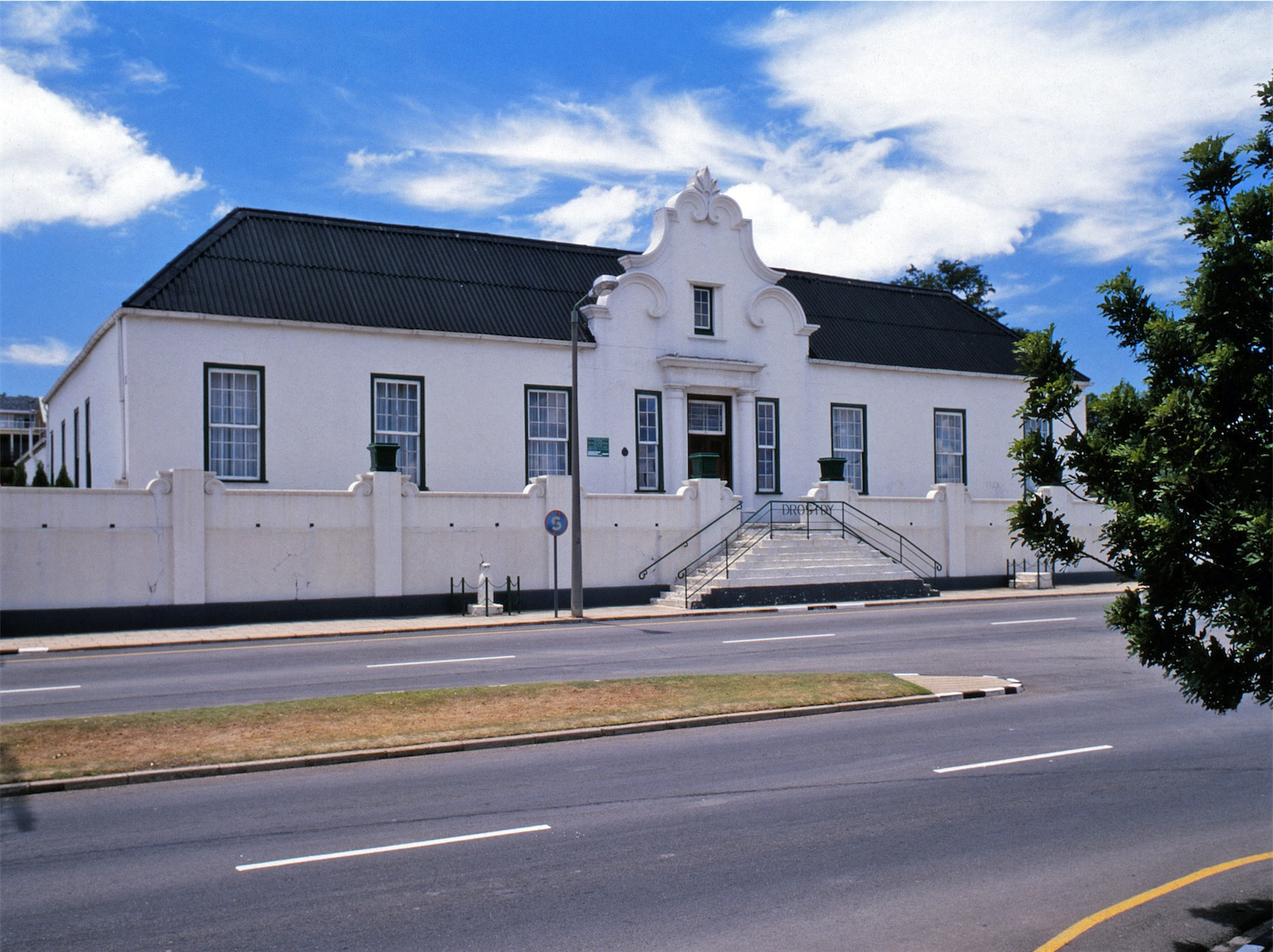
Ancien Drostdy sur Caledon St.
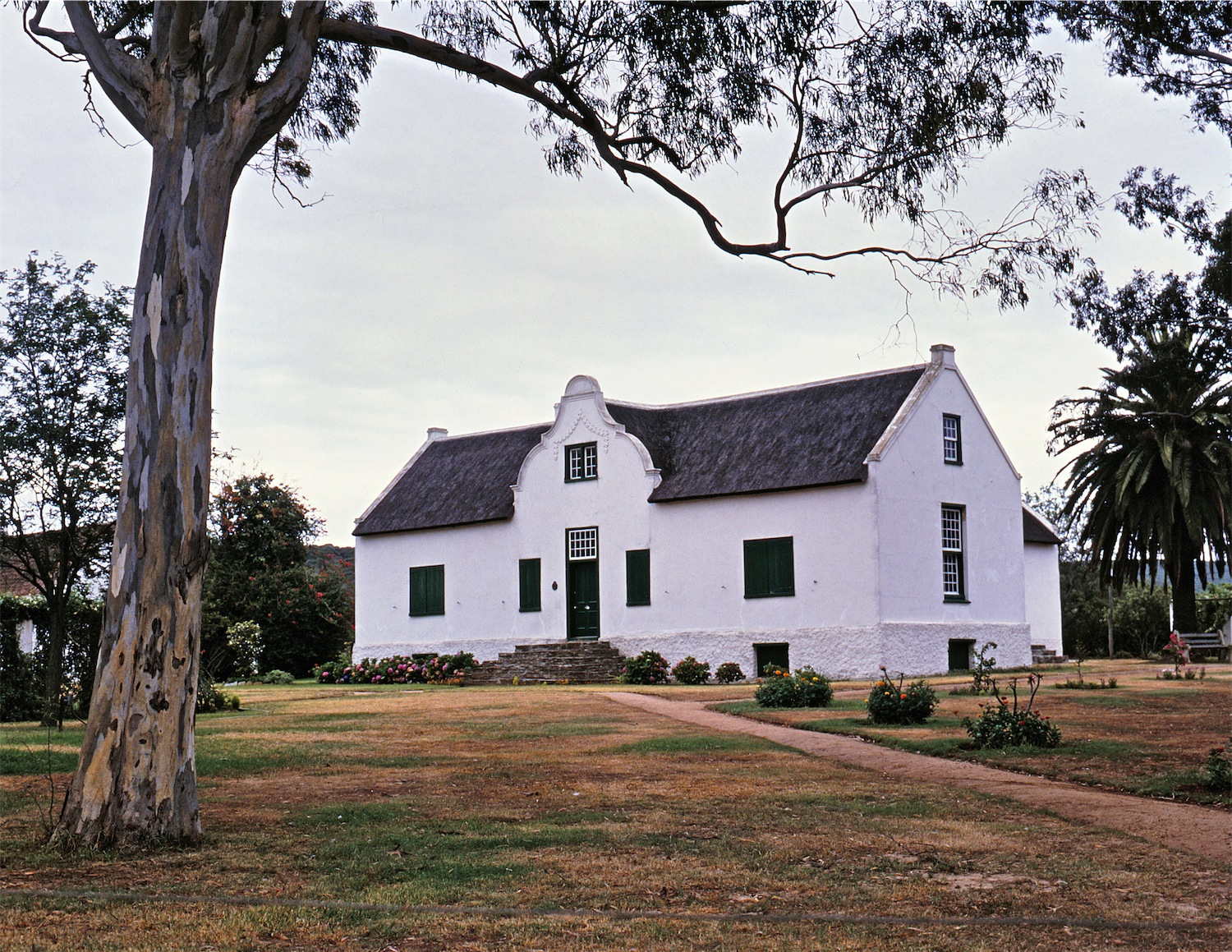
Cuyler Manor à Uitenhage